# 洪国栄
洪 国栄（ホン・グギョン、こう こくえい、1748年 - 1781年4月5日）は、李氏朝鮮時代第22代国王正祖時代の政治家。字は徳老（ドクロ）。本貫は豊山洪氏。都承旨（トスンジ）兼宿衛所（スグィソ）の長官。
妹の元嬪を正祖の側室にするが病没。その後、正祖の異母弟の恩彦君の長男の李湛を完豊君として亡き妹の養子にし、世継ぎとして教育する。
外戚が権力を持つ「勢道政治」を行うが、その野心のために朝廷に敵を多く作り、最終的に1779年9月に配流となった。晩年は酒に溺れ、1781年4月、流刑地で側女に看取られながら病没。享年34。
なお正祖の生母の恵慶宮洪氏とは、第14代国王宣祖とその継室の仁穆王后の王女である貞明公主を祖とする遠縁にあたる（恵慶宮洪氏は貞明公主の次男の洪萬容の玄孫、洪国栄は貞明公主の三男の洪萬衡の来孫である）。また、正祖の曾孫で恵慶宮の玄孫である憲宗の母の神貞王后も遠縁である（神貞王后の曾祖母が恵慶宮の叔母にあたる為）。

## 経歴
- 1772年9月、庭試文科（丙科）及第。
- 1773年2月、承文院副正字（スンムンノン　プヂャンジャ　従九品相当）に任官。
- 1774年3月、世子侍講院説書（セジャ　シガンウォン　ソルソ　正七品相当）に転任。
- 1775年12月3日現在、世子侍講院兼司書（セジャ　シガンウォン　キョムサソ　正六品相当）に任官中。
  - 12月25日現在、弘文館副応教（ホンムングァン　プウンギョ　従四品相当）に任官中。
- 1776年2月24日、議政府舎人（ウィジョンブ　サイン　正四品相当）に転任。
  - 3月1日、郎庁（ランチョン　従六品相当）を兼帯。
  - 3月13日、承政院同副承旨（スンジョンウォン　トンブスンジ　正三品堂上相当）に転任。
  - 4月13日現在、承政院左承旨（スンジョンウォン　チャスンジ　正三品堂上相当）に任官中。
  - 6月1日、吏曹参議（イジョチャミ　正三品堂上相当）に異動。
  - 7月6日、承政院都承旨（スンジョンウォン　トスンジ　正三品堂上相当）に異動。
  - 8月8日、弘文館副提学（ホンムングァン　プジェハク　正三品堂上相当）と承文院副提調（スンムンノン　プジェジョ　正三品堂上相当）を兼帯。
  - 8月24日、纂輯堂上（チャンジプタンサン）を兼帯。
  - 9月19日現在、薬院副提調（ヤクウォン　プジェジョ　正三品堂上相当）を兼帯中。
  - 9月25日、奎章閣直提学（キュジャンカク　ジキジェハク　正三品堂上相当）を兼帯。
  - 10月19日、兼察理使（キョムチャルリサ）を兼帯。
  - 11月19日、守御庁使（スオチョンサ　正二品相当）を兼帯。
  - 11月20日、備辺司提調（ビピェンサ　チェジョ　従一品相当）を兼帯。
  - 12月10日、宣恵庁提調（ソヘチョン　チェジョ　従一品相当）を兼帯。
- 1777年1月10日現在、経筵庁参賛官（キョンヨンチョン　チャンチャムグァン　正三品堂上相当）を兼帯中。
  - 5月27日、摠戎庁使（チョンユンチョンサ　従二品相当）を兼帯。
  - 5月28日現在、禁衛営大将（グムウィヨン　テジャン　従二品相当）を兼帯中。
  - 10月17日、弘文館提学（ホンムングァン　チェハク　従二品相当）を兼帯。
  - 11月15日、禁衛営大将から宿衛所大将（スグィソ　テジャン　従二品相当）に兼帯替え。
  - 12月2日、弘文館提学（ホンムングァン　チェハク　従二品相当）を兼帯。
- 1778年3月15日、訓錬都監大将（フンリョントガム　テジャン　従二品相当）を兼帯。
  - 3月22日、訓錬都監大将から禁衛営大将に兼帯替え。
  - 3月25日、奎章閣提学（キュジャンカク　チェハク　従二品相当）を兼帯。
  - 9月1日、宿衛所大将から中営大将（チョンヨン　テジャン　従二品相当）に兼帯替え。
  - 9月4日現在、宿衛所大将と中営大将を兼帯中。
  - 9月8日、弘文館提学（ホンムングァン　チェハク　従二品相当）を兼帯。
  - 11月20日現在、宣恵庁提調を兼帯中。
- 1779年4月22日、禁衛営大将から訓錬都監大将に兼帯替え。
  - 6月5日、司憲府大司憲（サホンブ　テサホン　従二品相当）を兼帯。
  - 9月1日、弘文館提学（ホンムングァン　チェハク　従二品相当）を兼帯。
  - 9月28日、全官職を辞任。

## 参考資料

### 朝鮮王朝実録
- 豊山洪氏→洪國榮　http://sillok.history.go.kr/inspection/popManDetail.jsp?id=M_0006549

## 登場作品
- 王道 〜ワンド〜（1991年/KBS） 演：キム・ヨンチョル
- ホン・グギョン（朝鮮語版）（2001年/MBC） 演：キム・サンギョン
- イ・サン（2007-2008年/MBC） 演：ハン・サンジン（朝鮮語版）（日本語吹き替え版声優：てらそままさき）
- 風の絵師（2008年/SBS） 演：チョン・インギ（朝鮮語版）
- ペク・ドンス（2011年/SBS） 演：チェ・ジェファン（朝鮮語版）
- 王の涙 -イ・サンの決断-（2014年/映画） 演：パク・ソンウン
- 赤い袖先（2021年/MBC）演：カン・フン